# Seeds of Dream
Singles de Girl Next Door
ESCAPE / Jōnetsu no Daishō
(2008) Infinity
(2009)
Seeds of Dream est le 4e single du groupe Girl Next Door sorti sous le label Avex Trax le 15 avril 2009 au Japon. Il atteint la 3e place du classement de l'Oricon[réf. nécessaire]. Il se vend à 25 269 exemplaires la première semaine et il reste 6 semaines dans le classement pour un total de 34 266 exemplaires vendus.[réf. nécessaire]
Seeds of Dream a été utilisé comme thème de fermeture pour l'émission MUSIC FIGHTER en août 2009, et comme thème publicitaire pour Glico Ice no Mi ; Reasons for tears a été utilisé comme thème pour le Tokyo Olympic-Paralympic Bid. Seeds of dream est présente sur l'album Next Future.

## Liste des titres
Toutes les paroles sont écrites par Chisa & Kato Kenn.
| 1. | Seeds of Dream                                    | Suzuki Daisuke                                                     | 4:46 |
| 2. | Reasons for Tears                                 | Suzuki Daisuke                                                     | 3:40 |
| 3. | Guuzen no Kakuritsu (Oh My Gold Mix) (偶然の確率) | Suzuki Daisuke, remixé par Dave Rodgers & Furuta @ Rodgers Studios | 6:09 |
| 4. | ESCAPE (ice cream mix)                            | Suzuki Daisuke                                                     | 8:39 |

| 1. | Seeds of dream (Music Video) |  |